# 阿蘇市立内牧小学校
阿蘇市立内牧小学校（あそしりつ うちのまきしょうがっこう）は、熊本県阿蘇市内牧にある公立小学校。

## 沿革
- 1873年（明治6年）7月 - 内牧城跡の三の丸旧学塾地域に内牧小学校創立
- 1883年（明治16年）4月 - 湯浦小学校と合併し、湯浦に分教場を置く
- 1887年（明治20年）4月 - 学制改革により尋常小学校と改称
- 1896年（明治29年）4月 - 高等科を併設し内牧尋常高等小学校と改称
- 1906年（明治39年）7月 - 本村名が内牧町に改称し内牧町立内牧尋常高等小学校と改称
- 1941年（昭和16年）4月 - 国民学校令施行により内牧町立内牧国民学校と改称
- 1947年（昭和22年）4月 - 学制改革により高等科を廃し、内牧町立内牧小学校と改称
- 1954年（昭和29年）4月 - 町村合併により阿蘇町立内牧小学校と改称
- 2003年（平成15年）3月 - 深葉分校閉校
- 2005年（平成17年）4月 - 阿蘇市誕生に伴い、阿蘇市立内牧小学校と改称
- 2019年（令和元年）3月 - 阿蘇市立山田小学校を統廃合、合併